# 代爾默河
53°05′17″N 8°40′18″E / 53.08818012483342°N 8.6716890335083°E

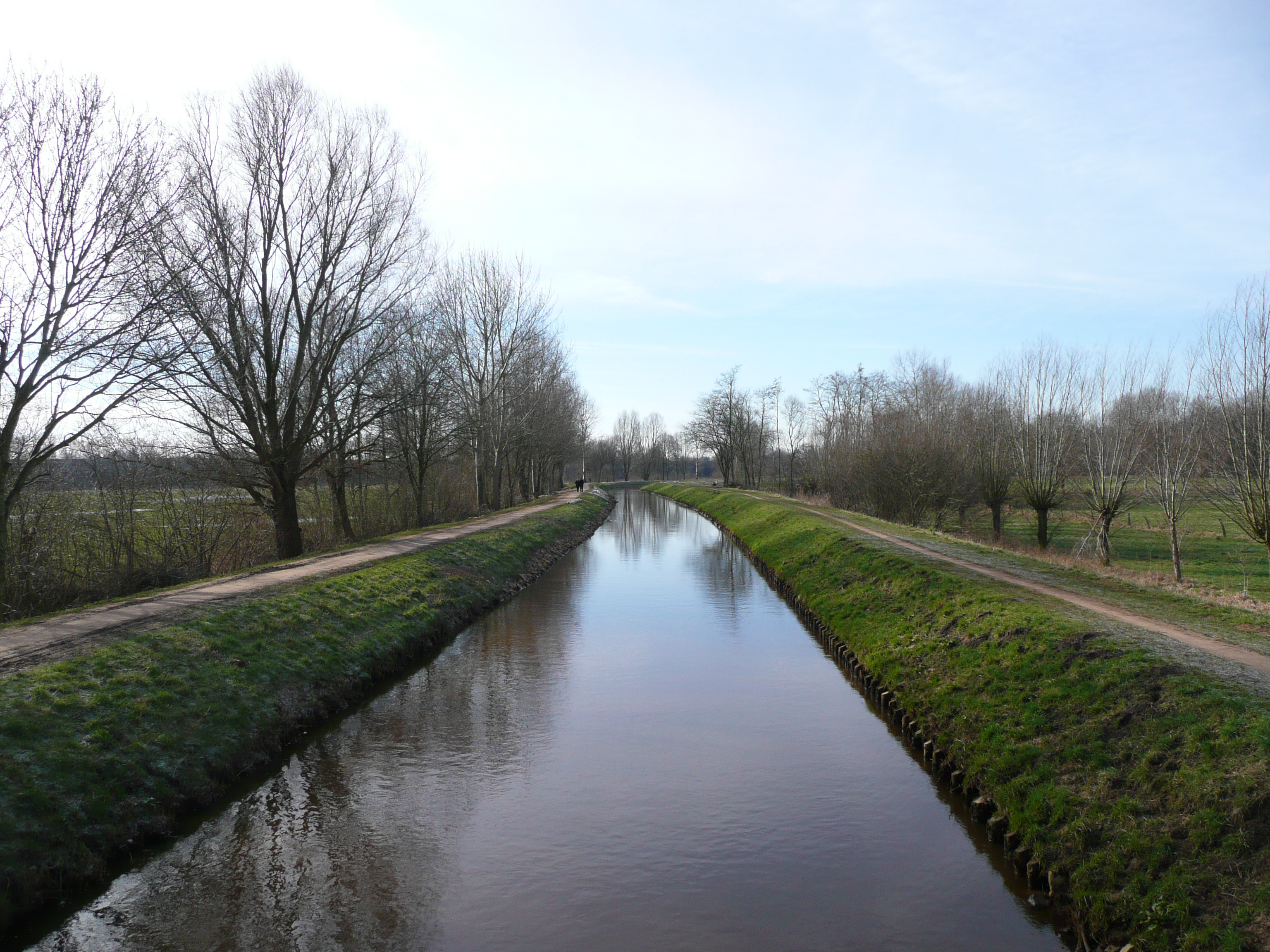
代爾默河

代爾默河（德語：Delme），是德國的河流，位於該國西北部，由下薩克森州負責管轄，屬於奧克圖姆河的支流，河道全長46公里，流域面積248平方公里，河口處在代爾門霍斯特東北面。